# 호로 (블리치)
호로(虛, Hollow)는 블리치에서 등장하는 혼백 상태의 일종이다. 죽은 인간의 혼백의 가슴 정중앙에는 혼백과 육체를 연결해주는 사슬이 존재하는데 이 사슬을 "인과의 사슬"이라고 한다. 이 사슬이 끊어지게 되면 사슬이 그 인간의 육체를 소멸시키면서 혼백을 마이너스 상태로 급격하게 변화시킨다. 이 마이너스 상태를 바로 호로라고 한다. 이 때 마이너스로 변한 혼백은 전신이 폭발하면서 소멸된 다음 해골처럼 새하얀 가면과 함께 기괴한 괴물의 형태로 변형한다. 호로로 변한 혼백은 가슴에 공백을 상징하는 구멍이 뚫려있으며, 자신의 허기와 공백을 채우기 위해 계속해서 주위의 혼백을 잡아먹게 된다. 하위 호로들은 인간의 혼백을 먹기도 하지만 동료를 먹어 진화하기도 한다. 일반적으로 호로가 메노스로 진화하게 되면 지성이 없는 오직 본능만이 남은 메노스가 되는데 몇몇 개체들중 지성이 남아있는 메노스들이 나타나기도 한다. 이 개체들은 보통의 메노스와는 다른 가면을 가지고 있다. 이 개체들이 또 동료들을 먹어 진화하게 된다.

## 호로가 되는 경우
- 일반 혼백이 호로에게 잡아먹혀 마음을 잃는 경우
- 데미 호로의 사슬이 완전히 침식될 경우
- 일부러 사슬을 끊어서 침식시킬 경우

## 호로가 되기 바로 전의 현상
- 배가 고파온다.(혼백 상태에선 배가 고프지 않는게 정상이다.)
- 인과의 사슬의 침식하는 과정에서 고통이 심해진다.

## 호로의 종류
- 보통 호로(虛 / Hollow)
  - 혼백 상태에서 막 호로가 된 이를테면 '신입' 호로이다.

- 데미 호로(半虛 / Demi Hollow)
  - 아직 호로화가 진행 중인 일반 혼백으로 너무 오래 방치하면 인과의 사슬이 침식되어 호로가 된다. 아직은 플러스령이므로 참백도로 승천시킬 수 있는 듯하다.

- 휴지 호로(巨虛 / Huge Hollow)
  - 보통 호로보다 훨씬 더 크고 강력한 힘을 가진 개체이다.

- 메노스(大虛 / Menos)
  - 호로들 중에서도 가장 높은 계급으로, 이 메노스들이 떼거지를 이루어 모인 것을 '메노스 그랑데'(大虛軍)라고 지칭한다. 또한 이렇게 호로들 중 가장 높은 계급인 메노스 안에서도 다시 계급이 3가지로 나뉜다.

제 1계급 <길리안>(最下大虛 / Guilian) - 몇 백 마리의 호로가 합쳐진, 인간에 비유하자면 잔병에 가까운 호로이다. 개체 수가 굉장히 많으며 모두 다 뾰족한 코를 지닌 마스크에 검은 망토를 뒤집어쓴 것 같은 형태를 똑같이 지니고 있다. 크기만 컸지 지능은 완전히 짐승에 가까운 수준으로 석관이나 부대장, 대장 레벨의 사신이라면 힘들이지 않고 처리할 수 있는 수준이다. 크기는 대략 150m, 무게는 38톤 가량에 육박한다. 명칭의 뜻은 스페인어로 무수한 생물들(Countless Creatures)이라는 뜻이다.
제 2계급 <아쥬커스>(中級大虛 / Adjuchas) - 길리안 중에서도 극히 드물게 개성을 갖춘 소수의 길리안이 다른 길리안을 잡아먹은 후 힘을 키워서 진화한 개체이다. 길리안보다 덩치는 작지만 지능과 전투능력은 몇 배는 더 높다. 주로 짐승의 형태를 취하고 있는 것이 대부분이며 계속적으로 동족 호로를 잡아먹지 않으면 점점 퇴화해 다시 길리안으로 돌아가 버리는데, 일단 길리안으로 퇴화해버린 호로는 100% 개성을 잃고 다시는 아쥬커스로 진화할 수 없게 된다. 게다가 만일 몸의 일부분이라도 다른 호로에게 잡아먹혀 버릴 경우엔 그 시점에서 힘의 진화는 멈추고 고정되어 더 이상 위로도 아래로도 변화가 일어나지 않게 된다. 명칭의 뜻은 스페인어로 악마의 석상(Stone Demon)이라는 뜻이다.
제 3계급 <바스트로데>(最上大虛 / Vastrode) - 메노스 중에서도 가장 강력하고 위험하며, 굉장히 희귀한 개체이다. 포식을 하지 않아도 퇴화하지 않는게 아쥬커스와의 차이 중 하나다. 크기는 길리안보다 심지어 아쥬커스보다 더 작으며 기껏해야 인간과 비슷한 정도이다. 웨코문도 전역에 얼마 없다고 전해지지만, 그 개체 하나하나의 힘이 기본적으로 대장 레벨 사신 이상이라는 무시무시한 실력을 자랑한다. 그러나 인간의 형태라고 해서 무조건 바스트로데는 아니다. 명칭의 뜻은 스페인어로 위대한 왕(Vast Lord)이라는 뜻이다.